# A. Lee Martinez

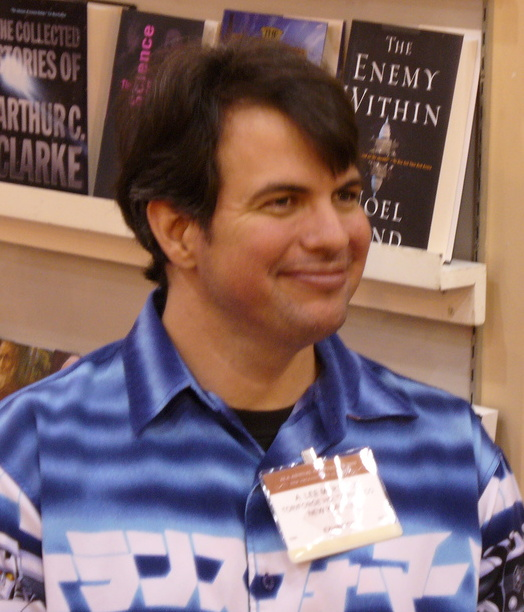
A. Lee Martinez im Jahr 2006 bei der Verleihung des Alex Award für seinen ersten veröffentlichten Roman, Gils All Fright Diner

A. Lee Martinez (* 12. Januar 1973 in El Paso, Texas) ist ein US-amerikanischer Fantasy- und Science-Fiction-Autor. Bekannt wurde er vor allem durch seine ersten Werke Diner des Grauens und Die Kompanie der Oger.

## Leben
A. Lee Martinez wurde am 12. Januar 1973 in El Paso, Texas geboren. 1991 machte er seinen Abschluss an der Gadsden High School in Anthony, New Mexico (Nordwestlich von El Paso).

## Werke
Folgende Werke von A.Lee Martinez sind bereits auf Deutsch erschienen:
- Gil's All Fright Diner, Tor Books, 2006, ISBN 0-7653-1143-7
  - Karen Gerwig (Übers.): Diner des Grauens. Wir servieren Armageddon mit Pommes Frites!, Piper, München 2006, ISBN 978-3-492-26615-4
- In the Company of Ogres, Tor Books 2006
  - Karen Gerwig (Übers.): Die Kompanie der Oger. Sterben und sterben lassen!, Piper, München 2007, ISBN 978-3-492-26950-6
- A Nameless Witch, Tor Books 2007, ISBN 978-0-7653-1548-9
  - Karen Gerwig (Übers.): Eine Hexe mit Geschmack. Mit doppelter Portion Menschenfleisch!, Piper, München 2008, ISBN 978-3-492-26655-0
- The Automatic Detective, Tor Books 2008, Reissue edition
  - Karen Gerwig (Übers.): Der automatische Detektiv. Gerostet wird später!, Piper, München 2009
- Monster, Tor Books 2010, ISBN 978-0-316-04991-7
  - Karen Gerwig (Übers.): Monsterkontrolle. Die Schonzeit für Mutanten ist vorbei!, Piper, Mai 2010, ISBN 978-3-492-26702-1
- Too Many Curses, Tor Fantasy 2013, ISBN 978-0-7653-5795-3
  - Karen Gerwig (Übers.):  Zu viele Flüche, Piper, Juli 2011, ISBN 978-3-492-26698-7
- Divine Misfortune, Orbit 2011, ISBN 978-0-316-04992-4
  - Karen Gerwig (Übers.): Gott im Unglück, Piper, November 2012, ISBN 978-3-492-26752-6
- Chasing the Moon, Orbit 2012, reprint, ISBN 978-0-316-09356-9
  - Karen Gerwig (Übers.):  Der Mond ist nicht genug, Piper, Mai 2013, ISBN 978-3-492-26882-0
- Emperor Mollusk versus The Sinister Brain, Orbit, 2013, ISBN 978-0-316-09353-8
  - Karen Gerwig (Übers.): Terror der Tentakel, Piper, Mai 2014, ISBN 978-3-492-26943-8
- Helen and Troy's Epic Road Quest, Orbit, 2013, ISBN 978-0-316-22643-1
  - Karen Gerwig (Übers.): Miss Minotaurus: und der Huf der Götter, Piper, April 2015, ISBN 978-3-492-28040-2
- The Last Adventure of Constance Verity, Saga Press, Simon & Schuster 2016, ISBN 978-1-4814-4351-7
  - Karen Gerwig (Übers.): Constance Verity. Galaktisch-geniale Superheldin, Piper, Juni 2017, ISBN 978-3-492-28117-1
- Constance Verity Saves the World, Saga Press, July 2018, ISBN 978-1-4814-4354-8
  - Titel noch nicht bekannt